# Solecurtus leone
Solecurtus leone is een tweekleppigensoort uit de familie van de Solecurtidae. De wetenschappelijke naam van de soort is voor het eerst geldig gepubliceerd in 1954 door Woolacott.